# گوژپشت نتردام (فیلم ۱۹۲۳)
گوژپشت نتردام (انگلیسی: The Hunchback of Notre Dame) فیلمی در ژانر رمانتیک است که در سال ۱۹۲۳ منتشر شد. از بازیگران آن می‌توان به لان چینی، پتسی روت میلر، نورمن کری، تالی مارشال و ریموند هاتون اشاره کرد.